# Gideon Mensah
Gideon Mensah (Accra, 18 juli 1998) is een Ghanees voetballer die sinds 2022 uitkomt voor AJ Auxerre. Mensah is een linkerverdediger.

## Clubcarrière

### Jeugd & Red Bull Salzburg
Mensah begon zijn carrière bij de West African Football Academy. In 2015 ging hij testen bij Benfica en Lille OSC, maar daar mocht hij als minderjarige Ghanees toen nog geen contract ondertekenen. Een jaar later verliet hij de WAFA voor FC Liefering, een opleidingsclub van Red Bull Salzburg. Een dag voor zijn verjaardag ondertekende hij er een profcontract. Terwijl hij voor het eerste elftal van Liefering in de Erste Liga, het tweede niveau in Oostenrijk, kwam Mensah ook uit voor de jeugdelftallen van Red Bull Salzburg. Zo won hij in 2017 de UEFA Youth League met de Oostenrijkse grootmacht. In de finale tegen het Benfica van onder andere João Félix speelde hij de hele wedstrijd.

#### Uitleenbeurten
In januari 2019 leende Red Bull Salzburg hem een eerste keer uit. Mensah mocht het seizoen uitdoen bij Sturm Graz. De uitleenbeurt werd een succes: de Ghanees werd een basisspeler bij de drievoudige landskampioen. Kort daarop volgde een tweede uitleenbeurt, ditmaal aan de Belgische eersteklasser Zulte Waregem. Zulte Waregem, dat geen aankoopoptie bedong in het huurcontract, won de strijd om de Ghanees van onder andere Celtic FC en FC St. Pauli.
Mensah maakte al snel indruk in het Regenboogstadion. De Ghanees nam al snel de plek in van linksachter Marco Bürki en speelde zich met zijn rushes en prima techniek in de harten van de Essevee-supporters. In november 2019 werd hij voor zijn sterke prestaties beloond met een eerste oproeping voor het Ghanees voetbalelftal. Op het einde van het seizoen 2019/20 toonden RC Genk en RSC Anderlecht interesse om hem te huren van Salzburg.
In augustus 2020 werd hij voor een seizoen uitgeleend aan de Portugese eersteklasser Vitoria SC. In het seizoen 2021/22 werd hij uitgeleend aan de Franse eersteklasser Girondins de Bordeaux, die een aankoopoptie bedong in het huurcontract. De zesvoudige Franse landskampioen eindigde in de drie seizoenen daarvoor telkens in de rechterkolom, maar verkeerde quasi het hele seizoen 2021/22 in degradatiegevaar. Mensah slaagde er niet in om de lacune die al lang aanwezig was op de linkerflank te vullen. Op het einde van het seizoen zakte hij met Bordeaux naar de Ligue 2.
In augustus 2022 trok Mensah de deur bij Red Bull Salzburg definitief achter zich dicht: de Ghanees ondertekende een driejarig contract bij de Franse eersteklasser AJ Auxerre.

## Clubstatistieken
| Seizoen         | Club                    | Land                | Competitie      | Competitie | Competitie | Beker | Beker | Supercup | Supercup | Europees | Europees | Totaal | Totaal |
| Seizoen         | Club                    | Land                | Competitie      | Wed.       | Dlp.       | Wed.  | Dlp.  | Wed.     | Dlp.     | Wed.     | Dlp.     | Wed.   | Dlp.   |
| --------------- | ----------------------- | ------------------- | --------------- | ---------- | ---------- | ----- | ----- | -------- | -------- | -------- | -------- | ------ | ------ |
| 2016/17         | FC Liefering            | Vlag van Oostenrijk | Erste Liga      | 22         | 0          | 0     | 0     | —        | —        | —        | —        | 22     | 0      |
| 2017/18         | FC Liefering            | Vlag van Oostenrijk | Erste Liga      | 18         | 0          | 0     | 0     | —        | —        | —        | —        | 18     | 0      |
| 2018/19         | FC Liefering            | Vlag van Oostenrijk | 2. Liga         | 7          | 0          | 0     | 0     | —        | —        | —        | —        | 7      | 0      |
| 2018/19         | → Sturm Graz            | Vlag van Oostenrijk | Bundesliga      | 15         | 0          | 0     | 0     | —        | —        | —        | —        | 15     | 0      |
| 2019/20         | → Zulte Waregem         | Vlag van België     | Eerste klasse A | 19         | 0          | 4     | 0     | —        | —        | —        | —        | 23     | 0      |
| 2020/21         | → Vitoria Guimaraes     | Vlag van Portugal   | Primeira Liga   | 22         | 0          | 1     | 0     | —        | —        | —        | —        | 23     | 0      |
| 2021/22         | → Girondins de Bordeaux | Vlag van Frankrijk  | Ligue 1         | 23         | 0          | 0     | 0     | —        | —        | —        | —        | 23     | 0      |
| 2022/23         | AJ Auxerre              | Vlag van Frankrijk  | Ligue 1         | 20         | 0          | 1     | 0     | —        | —        | —        | —        | 21     | 0      |
| Carrière totaal | Carrière totaal         | Carrière totaal     | Carrière totaal | 146        | 0          | 6     | 0     | 0        | 0        | 0        | 0        | 152    | 0      |

Bijgewerkt op 3 april 2023.

## Interlandcarrière
Mensah maakte op 14 november 2019 zijn interlanddebuut voor Ghana in een Afrika Cup-kwalificatiewedstrijd tegen Zuid-Afrika. In zijn negende interland leverde hij een belangrijke assist af: op zijn aangeven scoorde Thomas Partey de 0-1 in de terugwedstrijd van de WK-barrages tegen Nigeria. De wedstrijd eindigde op 1-1, wat gezien de 0-0 uit de heenwedstrijd genoeg was voor een ticket voor het WK 2022. Op dat WK kwam hij eenmaal in actie: in de tweede groepswedstrijd van Ghana, tegen Zuid-Korea, leverde hij de assist voor het winnende doelpunt van Mohammed Kudus.